# Tiro con l'arco ai Giochi della XXII Olimpiade
Si sono svolti 2 eventi: le gare individuali maschili e femminili.

## Podi

### Uomini
| Evento                 | Oro              | Argento        | Bronzo            |
| Individuale (dettagli) | Tomi Poikolainen | Boris Isačenko | Giancarlo Ferrari |

### Donne
| Evento                 | Oro              | Argento           | Bronzo          |
| Individuale (dettagli) | Keto Losaberidze | Natal'ja Butuzova | Paivi Meriluoto |

## Medagliere
| Posizione | Paese            |   |   |   | Totale |
| --------- | ---------------- | - | - | - | ------ |
| 1         | Unione Sovietica | 1 | 2 | 0 | 3      |
| 2         | Finlandia        | 1 | 0 | 1 | 2      |
| 3         | Italia           | 0 | 0 | 1 | 1      |
| Totale    | Totale           | 2 | 2 | 2 | 6      |